# Linney Head Camp

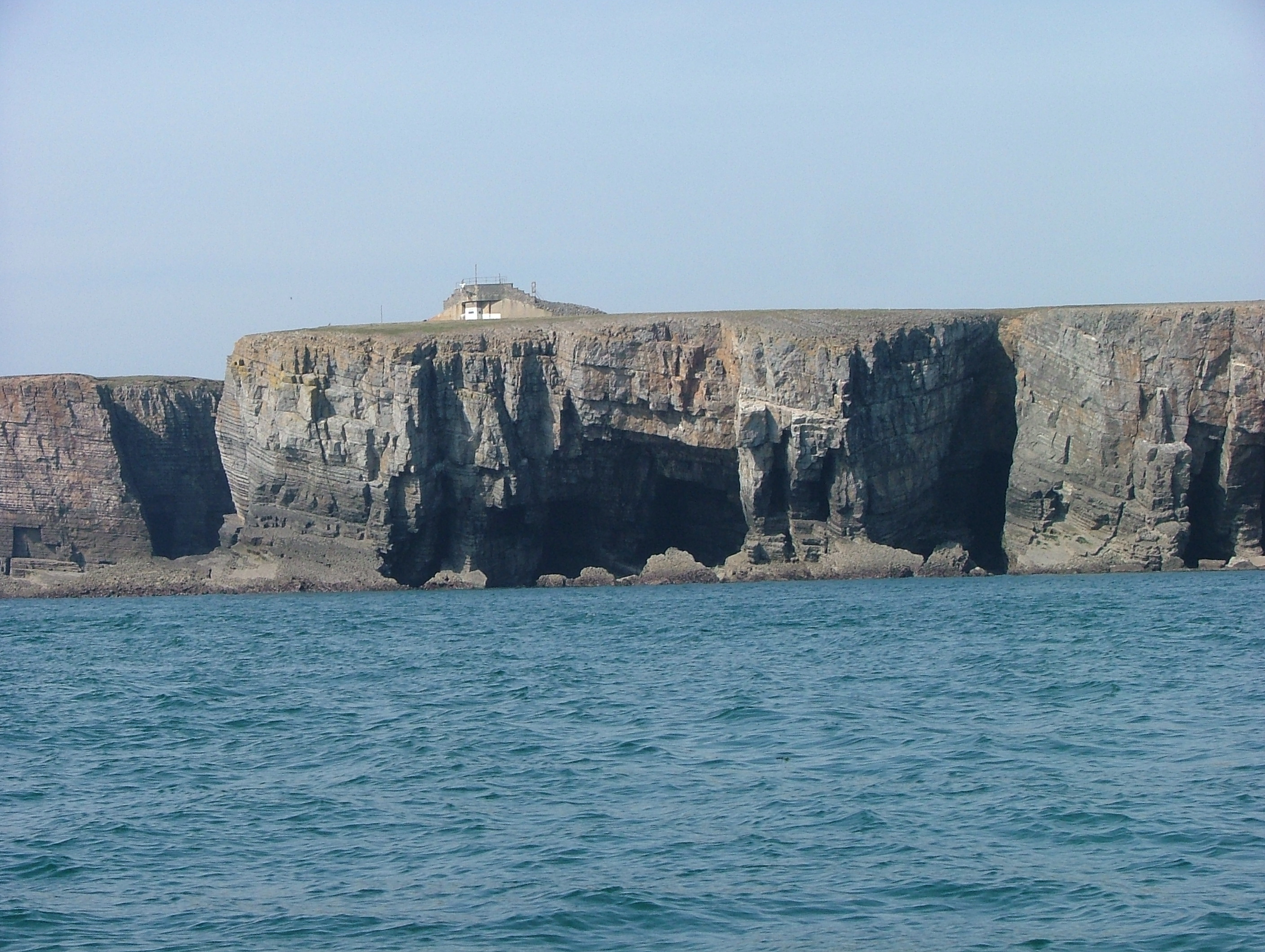
Linney Head

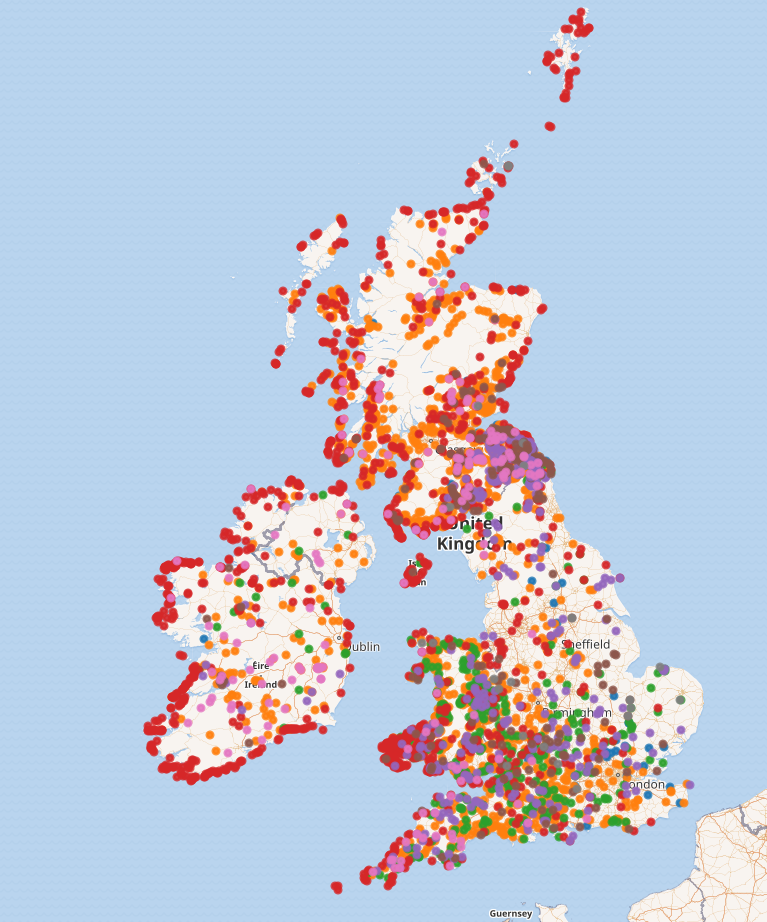
Verbreitung von Hill- (blau) und Promontory Forts (rot)

Das Linney Head Camp, südwestlich von Castlemartin in Pembrokeshire in Wales gehört mit „Crocksydam Camp“, dem Flimston Bay Camp und dem Kings Mill Camp zu den vier benachbarten, eisenzeitlichen (800 v. Chr. bis 43 n. Chr.) Promontory Forts bei Castlemartin.
Die Wallanlage ist etwa 160 m lang, verläuft in Ost-West-Richtung und schließt eine Fläche von 0,8 Hektar ein. Linney Head ist ein Vorgebirge, das im Osten, Süden und Westen von steilen Kalksteinfelsen und dem Meer und im Norden von Wällen begrenzt wird. Östlich des zentral gelegenen Zugangs liegt ein einziger Wall mit Graben. Westlich des Zugangs liegt eine Doppelreihe von Wällen und Gräben. Es gibt Belege dafür, dass die Küstenerosion Teile des Forts zerstört hat.
Ein Querschnitt des Hauptwalls und des Grabens wurde untersucht. Ein flacher Felsgraben ist kombiniert mit einem Wall, der hauptsächlich aus Erde mit einer steinigen Frontseite besteht. An anderen Stellen entlang der Wälle liegen Steinhaufen die die Reste von Mauern bilden. Ein schwacher Wall und Graben innerhalb der gegenwärtigen Struktur könnte ein älteres Lager markieren.
Im Jahre 2008 führte der RCAHMW eine detaillierte Untersuchung der Festung durch.
In unmittelbarer Nähe liegt der aufgegebene Übungsplatz „Castlemartin Training Area“.